# Parque Nacional Tanjung Puting

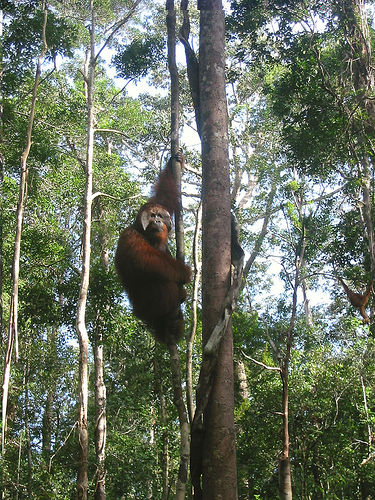
Um dos orangotangos do parque.

O Parque Nacional de Tanjung Puting é um parque nacional na Indonésia, localizado na ilha de Bornéu, na província indonésia de Kalimantan Central. O parque é famoso pela conservação de orangotangos.